# Thượng phụ Tây phương

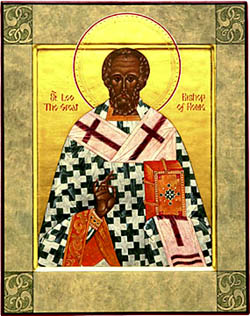
Thánh tượng Giáo hoàng Lêô Cả (400–461), giáo hoàng đầu tiên được gọi bằng tước hiệu Thượng phụ Tây phương

Thượng phụ Tây phương (tiếng Latinh: Patriarcha Occidentis) là một trong các tước hiệu chính thức của giám mục Giáo phận Roma – thượng phụ và đấng có thẩm quyền cao nhất của Giáo hội Latinh.

## Lịch sử
Tước hiệu Thượng phụ Tây phương được thành lập sau sự giải thể của hệ thống tổ chức giáo hội cổ xưa với nền tảng là ba trung tâm tông đồ, bao gồm tòa thượng phụ Roma, Antioch (cả hai do thánh Petrus thiết lập) và Alexandria (do thánh Marcus, môn đệ của thánh Petrus, thiết lập) và sự thành lập của Ngũ đầu chế thông qua việc thăng cấp tòa giám mục Constaninopolis trong Công đồng Constantinopolis I và thăng cấp tòa giám mục Jerusalem trong Công đồng Calcêđônia lên tòa thượng phụ. Trong hệ thống Ngũ đầu chế, tất cả các tòa thượng phụ (ngoại trừ tòa thượng phụ Roma) đều nằm dưới thẩm quyền của Đế quốc Đông La Mã và có lãnh thổ được xác định cách rõ ràng. Trong khi đó, tòa thượng phụ Roma trở thành tông tòa có thẩm quyền đối với các lãnh thổ thuộc Đế quốc Tây La Mã.
Vào năm 450, trong một lá thư của Hoàng đế Đông La Mã Theodosius II gửi Giáo hoàng Leo Cả, ông đã dùng tước hiệu Thượng phụ Tây phương để nhắc đến vị giáo hoàng (đây là lần đầu tiên một giáo hoàng được nhắc đến với tước hiệu này). Sau sự sụp đổ của Đế quốc Tây La Mã vào năm 476 và sự kiện Hoàng đế Justinianus I ra Sắc lệnh năm 554 áp đặt luật pháp Đông La Mã lên thành Roma, hệ thống giáo hội Ngũ đầu chế bắt đầu có hiệu lực trên khắp lãnh thổ đế quốc. Đến năm 642, trong bối cảnh các hoàng đế Đông La Mã đòi hỏi các thượng phụ ủng hộ thuyết nhất tính (tiếng Anh: miaphysitism), lần đầu tiên trong lịch sử, Giáo hoàng Theodorus I chịu lấy tước hiệu Thượng phụ Tây phương.
Vào ngày 22 tháng 3 năm 2006, thành Vatican đã ra một thông báo nhằm giải thích rằng việc tước hiệu Thượng phụ Tây phương bị loại ra khỏi Niên giám Tòa Thánh là để thể hiện một "thực tế lịch sử mang tính thần học" và coi việc đó là "hữu ích trong các cuộc đối thoại đại kết". Thành Vatican công bố rằng tước hiệu Thượng phụ Tây Phương thể hiện mối liên hệ đặc biệt cũng như quyền tài phán của Giáo hoàng đối với Giáo hội Latinh, và rằng việc loại bỏ tước hiệu này không hề tỏ ra hàm ý thay đổi mối quan hệ đặc biệt giữa Giáo hoàng với Giáo hội Latinh hay là bóp méo mối quan hệ giữa Tòa Thánh và các Giáo hội Đông phương, như đã được tuyên bố cách trọng thể trong Công đồng Vaticano II.
Vào năm 2024, Giáo hoàng Franciscus tái lập tước hiệu Thượng phụ Tây phương.